# Магер, Мануэла
Мануэла Магер (нем. Manuela Mager; р. 11 июля 1962 г.) — немецкая фигуристка, выступавшая в парном катании с Уве Беверсдорфом за ГДР (Восточная Германия). Родилась в Дрездене, тренировалась на катке «SC Einheit Dresden». Они с Беверсдорфом одни из первых в фигурном катании смогли исполнить чистый выброс- тройной риттбергер (в т.ч. на чемпионате мира 1978, в эти же годы этот выброс делали не участвовавшие в международных соревнованиях советские пары Ж.Ильина - А.Власов, а также Ю. и А.Ренник).
Магер окончила карьеру в 1980 году, после чего переехала в Баварию.

## Достижения
(с Беверсдорфом)
| Соревнование            | 1976-77 | 1977-78 | 1978-79 | 1979-80 |
| ----------------------- | ------- | ------- | ------- | ------- |
| Зимние Олимпийские игры |         |         |         | 3       |
| Чемпионаты мира         | 5       | 2       |         | 2       |
| Чемпионаты Европы       | 4       | 3       |         | 5       |
| Чемпионаты ГДР          | 1       | 1       |         | 2       |
| Nouvelles de Moscou     | 3       |         |         |         |